# Роазіо
Роазіо (італ. Roasio, п'єм. Roaso) — муніципалітет в Італії, у регіоні П'ємонт, провінція Верчеллі.
Роазіо розташоване на відстані близько 540 км на північний захід від Рима, 80 км на північний схід від Турина, 35 км на північ від Верчеллі.
Населення — 2382 особи (2014).
Покровитель — San Maurizio.

## Демографія
Населення за роками:

Станом на 1 січня 2023 року в муніципалітеті офіційно проживало 90 іноземців з 27 країн, серед них 43 громадяни країн Євросоюзу та 7 громадян України.

## Сусідні муніципалітети
- Брузненго
- Курино
- Гаттінара
- Лоццоло
- Ровазенда
- Состеньйо
- Вілла-дель-Боско